# Геологія Мадагаскару

## Загальні відомості
Мадагаскарський Щит складають породи катархею, архею і протерозою. Катархей (масиви Масура і Антонжіль, або Антунгіла) представлений ортогнейсами, мігматитами і неузгоджено їх перекриваючими метаморфічними породами (гнейси, кварцити, амфіболіти, піроксеніти). Переважають сірі гнейси. Аналоги цих комплексів розвинені в південній і центральній частині острова. До катархейських порід приурочені родовища хромових, уранових, залізних і торієвих руд, флогопіту та інші. Пояси зеленосланцевих порід верхнього архею розвинені на півночі та крайньому півдні острова і складені переважно амфіболовими гнейсами і амфіболітами. Характерні інтрузії ультраосновних порід і розшарованих габроїдів з родовищами  руд, виявами нікелевих, мідних і платинових руд. З верхньоархейськими гірськими породами пов'язані також родовища і вияви свинцево-цинкових, залізних руд і золота.
У центральній частині Тані розвинені метаморфічні породи протерозою (сланці, кварцити, мармури), прорвані інтрузіями і численними тілами пегматитів. На півночі островава протерозой представлений метавулканітами основного і кислого складу та вуглистими сланцями. З протерозойськими породами пов'язані родовища і вияви мідних, нікелевих, кобальтових та інших руд, рідкісних земель і металів, урану, торію, бариту та ін. Загалом для порід фундаменту характерне меридіональне простягання складчастих структур (лише біля Антананаріву і на півночі острова розвинені субширотні структури). Широко виявлений метаморфізм порід. Гранітизація, складчасті деформації і метаморфізм відбувалися неодноразово. Осадовий чохол розвинений в межах периокеанічних западин Мурундава на заході, Мадзунга на півн.-заході і Дієго на півн. острова. Відклади верх. карбону — ниж. юри (континентальні пісковики, сланці з мор. прошарками, тиліти, вугленосні породи) потужністю до 6 тис. м пов'язані з розвитком пізньогондванських рифтів. На західному узбережжі вище залягають нижньоюрсько-палеогенові мор. карбонатно-теригенні породи з виявами осадових залізних руд, свинцево-цинкової стратиформної мінералізації, фосфоритів, гіпсу, лігнітів і ін.
На узбережжі і у внутрішіх ґрабенах і озерних улоговинах розвинені неоген-четвертинні континентальні відклади з родов. і виявами бурого вугілля, горючих сланців, уранових руд, каолінових глин, бокситів, золотоносних розсипів. З ранньокрейдового по четвертинний період неодноразово відбувалися виливи порід переважно основного складу з формуванням кільцевих інтрузій, гідротермальних жил і дайок. З ними пов'язані вияви берилу, олова, свинцю і цинку, ртуті, бариту і рідкісних металів.